# Leopoldo Richter
Leopoldo Richter (* 14. Februar 1896 in Großauheim, Hanau, als Leopold Richter; † 22. Februar 1984 in Bogotá) war ein deutscher in Kolumbien ansässiger Keramiker, Entomologe und ein bedeutender Künstler Kolumbiens im 20. Jahrhundert.

## Leben
Während seiner Kindheit lebte Leopoldo Richter in der kleinen Stadt Lahr. Hier wurde vermutlich sein großes Interesse an Pflanzen und vor allem Insekten geweckt, da Lahr in unmittelbarer Nähe des Schwarzwaldes liegt und der junge Leopold Richter viele Spaziergänge in den Wald unternahm.
Im Jahr 1914, als er 18 Jahre alt war, begann der Erste Weltkrieg. Wie alle anderen seines Alters musste er in den Krieg ziehen. Während eines Gefechts (vermutlich die Schlacht an der Somme) wurde seine linke Hand schwer verletzt. Wegen seiner Verletzung wurde er 1916 zurück nach Deutschland geschickt und musste dort von 1917 bis 1918 bei der Junkers-Flugzeugfabrik als Technischer Zeichner arbeiten.
Zwischen 1921 und 1924 besuchte er die Technische Hochschule Baden in Karlsruhe. Im Jahr 1932 entschied er sich, Deutschland wegen der „komplizierten politischen Lage“ zu verlassen und reiste noch im selben Jahr nach Brasilien. All dies gelang ihm nach eigenen Aussagen mit Hilfe eines Kontakts in der Kolping-Stiftung, die ihn auch in Brasilien in der relativ neu gegründeten Kolonie Porto Novo in der Nähe von Itapiranga in Empfang nahm.
In Brasilien verzauberten ihn die immensen Wälder und die Vielfalt an Tieren und vor allem Insekten. In den Wäldern dieses neuen Landes entdeckte er seine Leidenschaft für die Zirpen und bildete sich mit der Unterstützung eines Jesuitenpriesters namens Pio Bock zum Entomologen aus. Während seiner Zeit in Brasilien machte er viele Zeichnungen der Insekten-Fauna des Landes. Jahre später schrieb er in seinen Notizen:

„Ich habe zwanzig Jahre meines Lebens damit verbracht diese Insekten (Membracidae), die mich faszinierten, zu untersuchen [...] Ich habe mich sehr damit beschäftigt sie zu zeichnen und zu malen, sodass sie nicht nur wissenschaftlich exakt, sondern auch vom künstlerischen Sichtpunkt betrachtet, makellos sind, damit ich selbst von ihnen lernen konnte, und auch andere auf eine  versteckte Schönheit aufmerksam zu machen die sonst niemand war nehmen würde.“

Im Jahr 1935 zog er nach Kolumbien und trat 1939 als wissenschaftlicher Forscher der Universidad Nacional de Colombia bei. In den folgenden Jahren veröffentlichte er Werke über die Buckelzikaden Kolumbiens, in denen er mit hohem Detail zeichnete und als Hilfsmittel ein Mikroskop benutzte, um die Gestalten der Tiere besser zu erkennen und später auch zu zeichnen. Außerdem sammelte er Insekten in Kolumbien für wissenschaftliche Zwecke. Viele von ihm gesammelte Buckelzikaden sind im Centrum für Naturkunde des Zoologischen Instituts und Museums der Universität Hamburg ausgestellt. Mehrere Arten von Buckelzikaden wurden nach Leopoldo Richter benannt, sowie eine Gattung (die allerdings nicht mehr gültig ist).
Während er die Gebiete des Amazonas und der Küste Kolumbiens bereiste, verliebte er sich in die Kultur der indigenen Bevölkerung, die auch seine Werke der folgenden Jahre bis zu seinem Tod im Jahr 1984 stark prägte. Nicht nur die Urvölker Kolumbiens hatten Einfluss auf sein Werk, er besuchte auch andere südamerikanische Staaten wie zum Beispiel Ecuador.
Ab Mitte der 1950er Jahre hatte er mehrere Ausstellungen, unter anderem in der Schweiz, Kolumbien und den Vereinigten Staaten.
Am 22. Februar 1984 starb Leopoldo Richter in Bogotá im Alter von 88 Jahren.

## Kritik
„Sein handwerkliches Geschick und die Vielfalt seiner Techniken, vertieft in sein universelles Thema (Der Wald, die Welt, das Leben der Eingeborenen, die Flora und die Fauna) machen Leopoldo Richter zu einem individuellen Künstler, unabhängig von Zeit und Modeströmung“

## Ausstellungen
Einzelausstellungen:
- 1956:  Instituto Cultural Colombo-Aleman, Bogotá
- 1958: Biblioteca Luis Ángel Arango, Bogotá
- 1959: Biblioteca Luis Ángel Arango, Bogotá
- 1961: Galería El Callejón, Bogotá
- 1963: Galería El Callejón, Bogotá
- 1965: Galería El Callejón, Bogotá
- 1966: Galería El Callejón, Bogotá
- 1967: Galería El Callejón, Bogotá
- 1968: Galería The Foliophiles Inc., Washington D.C.
- 1968: Galería El Callejón, Bogotá
- 1969: Yelitza International Gallery of Art, New York
- 1971: Galería El Callejón, Bogotá
- 1972: Galería El Callejón, Bogotá
- 1973: Galería El Callejón, Bogotá
- 1974: Galería Meindl, Bogotá
- 1975: Galería Meindl, Bogotá
- 1981: Homenaje a Leopoldo Richter con motivo de sus 85 años. Galería Meindl, Bogotá
- 1984: El Legado de Leopoldo Richter. Museo de Arte Moderno, Bogotá. Retrospectiva
- 1984:  Retrospectiva, Salón Cultural de Avianca en Barranquilla
- 1994: Pinturas, Grabados y Textos. Exposición conjunta del Centro Colombo-Americano y del Instituto Goethe de Bogotá, para conmemorar el décimo aniversario de su muerte
- 2005:  Galería Alonso Arte. Bogotá
- 2020: Museum Großauheim, Hanau, Deutschland

Kollektivausstellungen:
- 1955: Asociación para el Arte Gráfico Original, Zurich, Suiza
- 1960: Primera Sala Nacional de Pintura, Cúcuta
- 1962: Cerámica, Galería de Arte Moderno, Bogotá
- 1962: Pintura Internacional, Galería El Callejón, Bogotá
- 1963: 23 Pinturas Colombianas Exposición itinerante de la colección de la Biblioteca Luis Ángel Arango del Banco de la República, Cúcuta y Bucaramanga
- 1964: Semana Cultural Alemana Palacio de la Gobernación, Manizales
- 1968: Fernando Botero y Leopoldo Richter, exposición inaugural de la Walter Engel Gallery, Toronto, Canada
- 1968: Latin American Artists, Walter Engel Gallery, Toronto, Kanada
- 1969: Latin American Artists, Walter Engel Gallery, Toronto, Kanada
- 1971: The Spell of Latin America, Walter Engel Gallery, Toronto, Kanada
- 1976: Homenaje con motivo de los 90 años de Oskar Kokoschka y los 80 de Leopoldo Richter, Galería Meindl, Bogotá
- 1977:  Panorama Artístico Colombiano, Galería, El Callejón, Bogotá
- 1978: Colombian Artists, de Armas Gallery, Virginia Gardens, Florida
- 1978: Tenth Anniversary Show, Walter Engel Gallery, Toronto, Kanada
- 1979: Panorama Artístico Colombiano, Galería El Callejón, Bogotá
- 1980: Contemporary Colombian Art, Art and Culture Center, Hollywood, Florida
- 1981: Panorama Artístico Colombiano, Galería El Callejón, Bogotá
- 1981: Artistas Alemanes en Colombia, Galería Meindl, Bogotá
- 1982: Arte Colombiano del Siglo XX (La década de 1950–1960), Centro Colombo Americano, Bogotá
- 1983: Panorama Artístico Colombiano, Galería El Callejón, Bogotá
- 2005: „De tal palo tal astilla“ Leopoldo y Juanita Richter en la Galería Club El Nogal, Bogotá